# Liste der Kulturdenkmale in Straßberg (Plauen)

Lage des Ortsteils Straßberg in Plauen

In der Liste der Kulturdenkmale in Straßberg sind die Kulturdenkmale des Plauener Ortsteils Straßberg verzeichnet, die bis Oktober 2019 vom Landesamt für Denkmalpflege Sachsen erfasst wurden (ohne archäologische Kulturdenkmale). Die Anmerkungen sind zu beachten.
Diese Aufzählung ist eine Teilmenge der Liste der Kulturdenkmale in Plauen.

## Liste der Kulturdenkmale in Straßberg
| Bild           | Bezeichnung | Lage                               | Datierung                                            | Beschreibung | ID       |
| -------------- | --- | ---------------------------------- | ---------------------------------------------------- | --- | -------- |
|                | Flusswehr der Weißen Elster sowie Wehr des Mühlgrabens (Wehranlage Straßberg – Weiße Elster)                               | (Flurstücke 419/2 und 511) (Karte) | 1936–1938                                            | Original erhaltenes und funktionstüchtiges Wehr von ortsgeschichtlichem und technikgeschichtlichem Wert. Zahnstangenwehr mit Fischbauchklappe. Neben dem Wehr gehören zur Anlage an beiden Ufern kleine Häuschen, in denen die Zahnräder für den Antrieb des Wehrs untergebracht wurden. In einem der Gebäude (Dorfseite) befindet sich die Antriebsanlage mit Regler. Die technische Anlage ist komplett und in funktionstüchtigem Zustand erhalten. Ursprünglich diente die Anlage der Wasserzuführung für den Mühlgraben, heute staut das Wehr das mit Sedimenten belastete Wasser der Weißen Elster an und hält diese Sedimente zurück, die ohne Wehr zu Verlandungen im Stadtgebiet Plauens führen würden. Damit kommt dem Wehr heute Hochwasserschutzfunktionen zu. Zur Anlage gehört auch das kleine Wehr am Mühlgrabeneinlauf, welches aus der gleichen Zeit stammen soll. | 09302970 |
|                | Kriegerdenkmal für die Gefallenen des Ersten Weltkriegs                                                                    | Hauptstraße (Karte)                | Nach 1918                                            | Unterhalb der Kirche gelegen, ortsgeschichtlich von Bedeutung. Schlichtes Denkmal aus Rochlitzer Porphyr, grob behauene Steine flankieren einen obeliskartigen Stein mit Inschrifttafel. | 09247060 |
| Weitere Bilder | Sachgesamtheit Dorfkirche und Kirchhof Straßberg                                                                           | Hauptstraße (Karte)                | Bezeichnet mit 1572–1574 (Kirche)                    | Sachgesamtheit Dorfkirche und Kirchhof Straßberg, mit den Einzeldenkmalen: Kirche mit Ausstattung, Kirchhofsmauer mit Tor, Leichenhalle sowie elf alten Grabmalen (siehe auch Einzeldenkmal 09247059 unter gleiche Anschrift) und mit der zum Friedhof führenden Lindenallee; Anlage von ortsgeschichtlicher Bedeutung | 09301211 |
| Weitere Bilder | Kirche mit Ausstattung, Kirchhofsmauer mit Tor, Leichenhalle sowie elf alten Grabmalen (Einzeldenkmale zu ID-Nr. 09301211) | Hauptstraße (Karte)                | Bezeichnet mit 1572–1574 (Kirche); 1802–1804 (Orgel) | Einzeldenkmale der Sachgesamtheit Dorfkirche und Kirchhof Straßberg; Anlage von ortsgeschichtlicher Bedeutung. - Saalkirche mit Kreuzgratgewölben und Gurtbögen, eingezogenen Pfeilern mit Emporen und schlichter Ausstattung. Im Osten befindet sich eine vorkragende Orgelempore und ein Kanzelaltar. Dieser gotische Schnitzaltar mit gemalten Seitenflügeln stammt vermutlich aus dem 15. Jahrhundert. Zur Ausstattung zählt eine Trampeliorgel über dem Altar. Der Turm stammt vermutlich aus der Zeit um 1820. Der wuchtige, westwerkartige Turm bildet mit der Kirche eine konstruktive, funktionelle und gestalterische Einheit. In ihm befinden sich die Wendelsteine zu den Emporen, die große Vorhalle, über dieser die 1626 reich dekorierte Patronatsloge und zwei zum Teil beheizbare Wohngeschosse. Der mittlere Turmaufbau enthält im Octogon die gewölbte Glockenstube mit Welscher Haube und Laterne. Die Räume in den Turmgeschossen werden über rechteckige Fenster mit Renaissancegewänden belichtet, die zusammen mit dem Sitznischenportal den Schlosscharakter unterstreichen. Dieser Turmbau hat sein Vorbild nicht in den Westwerken der Romanik. Vielmehr war es im 16. Jahrhundert üblich, alte Doppelturmfronten zu einer Einheit zu verschmelzen und mit einem erhöhten Mittelturm zu versehen. Das Langhaus mit rundbogigen Fenstern besitzt ein Satteldach mit Schieferdeckung. Im Osten befindet sich ein Sakristeianbau. - Einfriedungsmauer: Bruchsteinmauerwerk, teilweise Ziegelmauer mit Schieferabdeckung - Leichenhalle: eingeschossiger Putzbau mit betontem Dreieckgiebel, 19. Jahrhundert - Elf Grabmale Die zum Friedhof führende Lindenallee ist ein Gartendenkmal. | 09247059 |
|                | Wohnstallhaus, Einfriedung und Taubenhaus eines Bauernhofes                                                                | Hauptstraße 11 (Karte)             | 18. Jahrhundert                                      | Typische Hofanlage mit sehr schönem Taubenhaus von baugeschichtlicher und ortshistorischer sowie bildprägender Bedeutung - Wohnstallhaus: Erdgeschoss Bruchstein verputzt, Obergeschoss reich gegliedertes zweiriegeliges Fachwerk mit Ständerengstand, K-Streben und Andreaskreuzen; diese Gliederung sowie die Konstruktion des Gebäudes vollständig erhalten, daher hoher Dokumentationswert; besondere baugeschichtliche Bedeutung; Krüppelwalmdach, giebelständig zur Straße stehend - Einfriedung: Bruchstein mit Torpfeilern, an der vorderen Straßenseite - Taubenhaus: säulenartig in der Mitte des Hofes mit viergeschossigem Taubenstall sowie Pyramidenhelm | 09247074 |
|                | Wohnstallhaus (Umgebinde) eines Bauernhofes                                                                                | Hauptstraße 15 (Karte)             | Bezeichnet mit 1786                                  | Ländlicher Bau von baugeschichtlicher und ortsbildprägender Bedeutung. Zweigeschossiger giebelständiger Fachwerkbau, im Erdgeschoss Fachwerk, Hälfte des Erdgeschosses kräftige Blockstube sowie Blockbauweise im Eingangsbereich, Fachwerkobergeschoss, an der Giebelseite K-Streben am Fachwerk, regelmäßiges engstieliges holzreiches Fachwerk, niedriges Krüppelwalm- bzw. Satteldach, im Stallbereich verändert (Garageneinbau), darüber bezeichnet mit "Anno 1786". Prachtvolles Fachwerkhaus in ausgezeichnetem Originalzustand, Fensteranordnung sowie Fachwerkgestaltung vollständig erhalten. | 09247073 |
|                | Jägerhäusel: Wohnhaus (Umgebinde)                                                                                          | Hauptstraße 35 (Karte)             | Um 1800                                              | Wohnhaus des ehemaligen Rittergutsjägermeisters, heute „Heimathaus“, baugeschichtliche Bedeutung, von ortsbildprägender Bedeutung aufgrund der Lage im Ortszentrum gegenüber des ehemaligen Rittergutes und der Kirche. Mit vieljochigem Umgebinde, verbrettertem Fachwerk-Obergeschoss und massivem Stallteil, Satteldach. Umgebinde mit Kopfstreben. Im Inneren noch Rußküche und Blockstube mit Holzeinschubdecke erhalten. In Teilen detailliert und ursprünglich erhalten, hoher Dokumentationswert. | 09247061 |
|                | Wohnhaus in offener Bebauung                                                                                               | Hauptstraße 45 (Karte)             | 1906                                                 | Städtisch geprägter Klinkerbau von baugeschichtlicher Bedeutung. Zweigeschossiger gelber Klinkerbau auf rechteckigem Grundriss, unregelmäßiger Aufriss, Sockel Theumaer Schiefer, Erdgeschoss-Öffnungen bogig, im Obergeschoss rechteckig, alle mit Gusssteingewänden. Zwischen den Geschossen Putzstuck-Schmuckfelder, straßenseitig flacher Mittelrisalit mit gebundenen Fenstern im Obergeschoss und Zierfachwerk-Dachausbau (Krüppelwalmdach), Eckerker über Erdgeschoss polygonal, zweigeschossig und mit Welscher Haube im Dachbereich endend, seitlicher Risalit, im Giebeldreieck ebenfalls Zierfachwerk. | 09247065 |
|                | Wohnstallhaus eines Bauernhofes                                                                                            | Moorengasse 6 (Karte)              | 18. Jahrhundert                                      | Verputzter Fachwerkbau von baugeschichtlicher Bedeutung. Zweigeschossiger Bau, Fachwerk-Obergeschoss verputzt, Fachwerk vermutlich in der alten Gliederung vollständig erhalten, Erdgeschoss massiv, eventuell auch dort teilweise noch Reste des Fachwerks, Krüppelwalmdach, verschiefert. | 09247067 |
|                | Wohnstallhaus (Umgebinde) mit angebautem Seitengebäude und freistehendes Seitengebäude eines Bauernhofes                   | Moorengasse 7 (Karte)              | Vor 1800 (Wohnstallhaus); nach 1800 (Seitengebäude)  | Von ortshistorischer und baugeschichtlicher Bedeutung, das Wohnhaus als Umgebindehaus hausgeschichtlich bedeutsam. - Wohnhaus: zweigeschossiger Bau, Fachwerkobergeschoss, regelmäßiges Fachwerk mit Eckstreben, engstielig, zweiriegelig, Krüppelwalmdach, Erdgeschoss: teilweise massiv, teilweise Umgebinde erhalten, auf hohem Sockelgeschoss, traufständig zur Straße stehend, Krüppelwalmdach schiefergedeckt, Fensteröffnungen und -anordnungen beibehalten, im Inneren Blockstube mit Holzeinschubdecke, seitlich angebaut Fachwerkschuppen oder Seitengebäude mit überdachter Oberlaube (heute nicht mehr nachweisbar), leicht verändert und umgebaut - an der hinteren Hofseite zweigeschossiges Seitengebäude: Erdgeschoss teilweise massiv, teilweise verbrettertes Fachwerk, mit Holztoren, Obergeschoss Fachwerk verbrettert, Satteldach, schlichte Konstruktion des 19. Jahrhunderts | 09247066 |
|                | Pfarrhaus | Schulweg 4 (Karte)                 | Um 1905                                              | Bildprägender Klinkerbau von baugeschichtlicher und ortsgeschichtlicher Bedeutung. Zweigeschossiger roter Klinkerbau mit großen Putzflächen (leicht veränderte Fassade), mit starken Risaliten mit Satteldächern, Giebel mit Putz-Treppenfries, Eckpilaster, zwischen den Geschossen breites Putzband, Segmentbogenfenster im Erdgeschoss, Rechteckfenster im Obergeschoss, Fenster mit Gussstein-Fenstergewänden (Schlusssteine), Kreuzstockfenster mit verziertem Setzholz und Kämpfern. | 09247064 |
|                | Granittrog und Pforte sowie Knollenlinde eines nicht mehr erhaltenen Bauernhofes                                           | Steingasse (Karte)                 | Bezeichnet mit 1843 (Trog)                           | Zugang in Bruchsteinmauerwerk, heimatgeschichtlich bedeutsam. Reste der Einfriedung des ursprünglich an diesem Ort stehenden Bauerngehöftes erhalten, Teil einer Bruchsteineinfriedung mit Pforte. Traditioneller Granittrog, wie er in jedem vogtländischen Gehöft gestanden hat. | 09247070 |
|                | Wohnhaus in offener Bebauung                                                                                               | Steingasse 4 (Karte)               | 1903                                                 | Städtisch geprägter historistischer Klinkerbau von baugeschichtlicher Bedeutung. Eingeschossiger roter Klinkerbau mit Drempel, die Fensterrahmungen zum Teil mit gelben Klinkern, Putzband über den Fenstern geschwungen, mit Schlusssteinen, Sockel vermutlich Backstein (heute verputzt), Krüppelwalmdach mit Überstand und Leergespärre, im Seitengiebel Okulus. | 09247068 |
|                | Wohnhaus und Werkstattgebäude, ehemalige Tischlerei                                                                        | Steingasse 15 (Karte)              | Bezeichnet mit 1911                                  | Dem Heimatstil verpflichteter qualitätvoller Wohnhausbau, in gleichem Stil das Werkstattgebäude, beide von baugeschichtlicher Bedeutung. - Wohnhaus: zweigeschossiger Putzbau, das steile Mansarddach überdeckt an den Traufseiten das Obergeschoss, dort auch Zierfachwerk um die Rechteckfenster, Zierfachwerk auch im Giebeldreieck über dem Fußwalm, darüber Verbretterung, ovales Fensterchen, Giebelseiten mit Fensterläden mit Lamellen, Eingang hervorgehoben und betont durch Säulenportikus, bezeichnet mit 1911 und Inschrift: „Geh ein, geh aus, bleibt Freund dem Haus!“, Freitreppe, Sockel Theumaer Schiefer - Werkstattgebäude: eingeschossig, Mansarddach, verschiedene verbretterte Dreieckgiebel, Schieferdeckung | 09247069 |

## Ehemalige Denkmale
| Bild | Bezeichnung                                     | Lage                         | Datierung                 | Beschreibung | ID       |
| ---- | ----------------------------------------------- | ---------------------------- | ------------------------- | --- | -------- |
|      | Tanksäule                                       | Hauptstraße 19 (vor) (Karte) |                           | Nach 2009 von der Denkmalliste gestrichen; Shell-Tanksäule |          |
|      | Trafohäuschen                                   | Hauptstraße 22 (Karte)       |                           | Nach 2009 von der Denkmalliste gestrichen |          |
|      | Herrenhaus des ehemaligen Rittergutes Straßberg | Hauptstraße 24 (Karte)       | 2. Hälfte 19. Jahrhundert | Repräsentativer Putzbau von ortsgeschichtlichem und baugeschichtlichem Wert; im Februar 2017 bis auf das Kellergewölbe abgerissen. Das Wohn-/Wirtschaftsgebäude des ehemaligen Rittergutes Straßberg war ein großer zweigeschossiger, verputzter Ziegelbau mit Drempel und Satteldach, mit umlaufendem Gurtgesims, aufwendigen Natursteingewänden und Zierverdachungen mit waagerechtem Gebälk oder Segmentbögen und Dreiecksgiebeln. Im Südwesten kragte ein Seitenrisalit etwas hervor. Der Bau war mit einem schiefergedeckten Satteldach abgeschlossen. Wiesen diese Formen und Materialien auf eine Entstehungszeit des Gebäudes in der 2. Hälfte des 19. Jahrhunderts hin, deuteten wesentlich stärkere Bruchsteinmauern in Teilen des Erdgeschosses auf einen Vorgängerbau. Das Haus wurde in mehreren Etappen gebaut. Es wird vermutet, dass es im Gebäude sogar romanische Formsteine und gotische Mauerverbände in größerem Umfang gab. Neben der nahen Kirche dürften Teile des Gebäudes zum ältesten Baubestand des Ortes gehöret haben. Der Standort als Wirtschaftshof des wirtschaftlich und politisch sehr bedeutenden Rittergutes war bereits seit 1276 urkundlich belegt. Neben der baugeschichtlichen Bedeutung war daher auch die ortsgeschichtliche und ortsbildprägende Relevanz hervorzuheben. | 09247062 |
|      | Wohnhaus                                        | Hauptstraße 39 (Karte)       |                           | Nach 2009 von der Denkmalliste gestrichen |          |
|      | Wohnhaus                                        | Steingasse 2 (Karte)         |                           | Nach 2009 von der Denkmalliste gestrichen |          |

## Tabellenlegende
- Bild: Bild des Kulturdenkmals, ggf. zusätzlich mit einem Link zu weiteren Fotos des Kulturdenkmals im Medienarchiv Wikimedia Commons. Wenn man auf das Kamerasymbol klickt, können Fotos zu Kulturdenkmalen aus dieser Liste hochgeladen werden:
- Bezeichnung: Denkmalgeschützte Objekte und ggf. Bauwerksname des Kulturdenkmals
- Lage: Straßenname und Hausnummer oder Flurstücknummer des Kulturdenkmals. Die Grundsortierung der Liste erfolgt nach dieser Adresse. Der Link (Karte) führt zu verschiedenen Kartendiensten mit der Position des Kulturdenkmals. Fehlt dieser Link, wurden die Koordinaten noch nicht eingetragen. Sind diese bekannt, können sie über ein Tool mit einer Kartenansicht einfach nachgetragen werden. In dieser Kartenansicht sind Kulturdenkmale ohne Koordinaten mit einem roten bzw. orangen Marker dargestellt und können durch Verschieben auf die richtige Position in der Karte mit Koordinaten versehen werden. Kulturdenkmale ohne Bild sind an einem blauen bzw. roten Marker erkennbar.
- Datierung: Baubeginn, Fertigstellung, Datum der Erstnennung oder grobe zeitliche Einordnung entsprechend des Eintrags in der sächsischen Denkmaldatenbank
- Beschreibung: Kurzcharakteristik des Kulturdenkmals entsprechend des Eintrags in der sächsischen Denkmaldatenbank, ggf. ergänzt durch die dort nur selten veröffentlichten Erfassungstexte oder zusätzliche Informationen
- ID: Vom Landesamt für Denkmalpflege Sachsen vergebene, das Kulturdenkmal eindeutig identifizierende Objekt-Nummer. Der Link führt zum PDF-Denkmaldokument des Landesamtes für Denkmalpflege Sachsen. Bei ehemaligen Kulturdenkmalen können die Objektnummern unbekannt sein und deshalb fehlen bzw. die Links von aus der Datenbank entfernten Objektnummern ins Leere führen. Ein ggf. vorhandenes Icon  führt zu den Angaben des Kulturdenkmals bei Wikidata.

## Ausführliche Denkmaltexte
1. ↑  Kirche (Stadt Plauen, Untere Denkmalschutzbehörde in Zusammenarbeit mit dem Vogtlandmuseum Plauen und den Plauener Kirchgemeinden, Faltblatt zum Tag des offenen Denkmals am 9. September 2007):
Als Baujahr wird für die Kirche zu Straßberg 1576 angegeben. Der im Detail außen und innen schmucklose, rationalistische Bau der Hochrenaissance stellt eine architektonische Sonderleistung dar. Er darf dem Wirken eines Baumeisters zugeschrieben werden, der gleichzeitig den mächtigen Guts- und Schlosskomplex Unterneundorf ausführte. Die Kirche wurde auf Veranlassung von Joachim von Reibold auf Unterneundorf auf dem Geländesporn der einstigen Burg Straßberg über dem Elstertal errichtet. Der westwerkartige mächtige Turmvorbau mit schlossartigem Charakter wird durch eine große Vorhalle betreten. Er nimmt die Patronatsloge und darüber in zwei Geschossen Wohnräume auf. Die Patronatsloge enthält Renaissance-Stuckaturen, Wandbemalungen und zwei große Wandbilder von Friedrich Wilhelm Franck aus Kahla. Zwei Wendelsteine erschließen die Emporen mit gemauerten Brüstungen. Der mittlere Turmaufbau mit Oktogon, Haube und Laterne birgt die Glocken. Der längsrechteckige kreuzgratgewölbte Kirchenraum beeindruckt durch seine klare Gestaltung. Die über dem klassizistischen Kanzelaltar angeordnete Orgel wurde in den Jahren 1802 bis 1804 von Johann Gottlob Trampeli errichtet. Weitere bedeutende Ausstattungsstücke sind Schrein und Flügel eines spätgotischen Flügelaltares, eine  Geißelungsgruppe und ein großer Kruzifixus. Umbauten und Instandsetzungen erfolgten 1626, 1832 und 1934/35. Bei einer restauratorischen Befunduntersuchung 1997 konnte auf dem ursprünglichen Putz des Innenraumes die Ausmalung aus der Erbauungszeit der Kirche nachgewiesen und rekonstruiert werden. Am 31. Oktober 1998 fand die Wiedereinweihung des erneuerten Kirchenraumes und der restaurierten Orgel statt.
2. ↑  Grabmale auf dem Kirchhof:
  - Erbbegräbnis Rittergutsbesitzer Golle: liegende Grabplatten aus geschliffenem Granit nahe Nordseite Chor, 19. Jahrhundert
  - Grabmal Stein: Felsimitation mit Baumstamm in Kreuzform
  - Grabmal Spranger: Felsimitation mit schräg stehendem Kreuz umwunden von Seil, 19. Jahrhundert
  - Grabmal, Schrift nicht mehr lesbar: Nordteil Kirchhof, Fels mit Baumstumpf
  - Grabmal Ida Teichmann: Nordmauer Kirchhof, 1892
  - Grabmal Ch. Friedrich Korndörfer (?), 1887, Nordmauer Kirchhof
  - Grabmal, Schrift nicht mehr lesbar: Stein mit Bekrönung, Nordmauer Kirchhof
  - Grabmal, Schrift nicht mehr lesbar: Engeldarstellung, Nordseite Kirchhof, Sandstein
  - Grabplatte Johann Friedrich und Johanna Friederike Vogel: geschliffener Granit, 1895, nahe Eingang
  - Grabmal, Schrift nicht mehr lesbar: Christian ...? Sandstein mit Bekrönung, nahe Kirchenportal Westseite
  - Grabanlage (Erbbegräbnis) Rittergutsbesitzer Carl Hermann Golle: 1889, Südmauer Kirchhof